# 王鳴盛

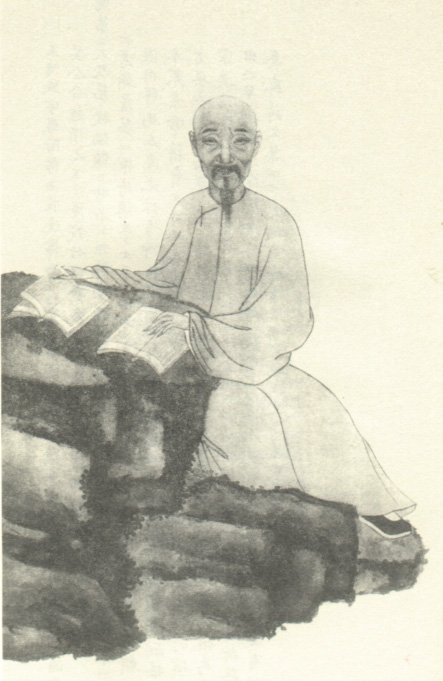
王鳴盛

王 鳴盛（おう めいせい、1720年（康熙59年） - 1797年（嘉慶2年））は、中国清代の考証学者。字は鳳喈。号は礼堂・西荘、晩年は西沚居士と号した。太倉州嘉定県の出身。妹は銭大昕の妻。

## 略歴
幼少の頃から、経学を恵棟から、詩文を沈徳潜から学び、17歳で生員になり、1747年（乾隆12年）に郷試に合格、1754年（乾隆19年）に進士及第した。官は、内閣学士・礼部侍郎にまで進んだが、失脚して光禄寺卿に落とされ、偶々母の死にあって官を辞して帰郷して蘇州で処士として後半生を過ごした。その一方で金銭への執着心が強く、官僚時代に民衆から多くの搾取を行ったと非難され、昭槤は「王西荘之貪」（『嘯亭続録』巻3所収）という一文を書いて批判したほどであった。
学問的には、樸学（漢学）を志し、経学においては、鄭玄を理想とした。また、中国の伝統的な図書分類法である四部分類の各分野全てで著書を残そうと志してそれを実現させた。史学では、経学の手法を応用して、正史の異同を精査し、また小説・野史・金石文までも当たって考証を重ねた。

## 主要な著作
- 『尚書後案』
- 『周礼軍賦説』
- 『十七史商榷』
- 『蛾術篇』
- 『耕養斎文集』

## 伝記資料
- 『清史稿』巻487
- 『清史列伝』巻268